# Амалиенбург
О венской резиденции см. Амалиенбург (Хофбург)
Амалиенбург (нем. Amalienburg — замок Амалии) — малый дворец («охотничий домик») в парке Нимфенбурга, расположенный к западу от Большого дворца. Выдающийся памятник архитектуры баварского рококо XVIII века.
Построен в 1734—1739 годах по распоряжению курфюрста Карла Альбрехта для его супруги Марии Амалии. Мария Амалия Австрийская была дочерью императора Иосифа I и Вильгельмины Амалии Брауншвейг-Люнебургской. В 1722 году она вышла замуж в Мюнхене за будущего баварского курфюрста Карла Альбрехта, который в 1741 году стал королём Богемии, а в 1742 — императором Священной Римской империи. У них было семеро детей. Мария Амалия страстно любила охоту. Для неё и был построен в парке «Охотничий домик».
Проект разработал придворный архитектор Франсуа де Кювилье. Снаружи Охотничий домик имеет весьма скромный вид: одноэтажное строение с выступающим центральным ризалитом и треугольным фронтоном, вазонами на парапете кровли и окнами в мелкую расстекловку. Дворец особенно знаменит круглым в плане «Большим салоном», или «Зеркальным залом», занимающим центральную часть здания. Снаружи зал имеет форму октогона (восьмигранника). По сторонам расположены Охотничья комната, Комната отдыха (Спальня), Фазанья комната, Собачья камера и другие помещения.
Зал оформлен в серебристо-голубых тонах с большими зеркалами, отражающимися одно в другом и зрительно расширяющими небольшое пространство. Переход стен к купольному плафону скрывают раскрепованные карнизы и падуги, сплошь покрытые лепным и посеребренным декором: трельяжи, рокайли, мотивы охотничьих и рыболовных трофеев, рыбы, раковины, путти, фазаны, фрукты, пальмовые ветви, флаги, рыбачьи сети, музыкальные инструменты, цветы, картуши и вазы. Оформление интерьера по рисункам Кювилье выполняли Йоханн Циммерман (лепнина), Йоханн Йоахим Дитрих (резьба по дереву) и Джозеф Паскуалин Моретти.

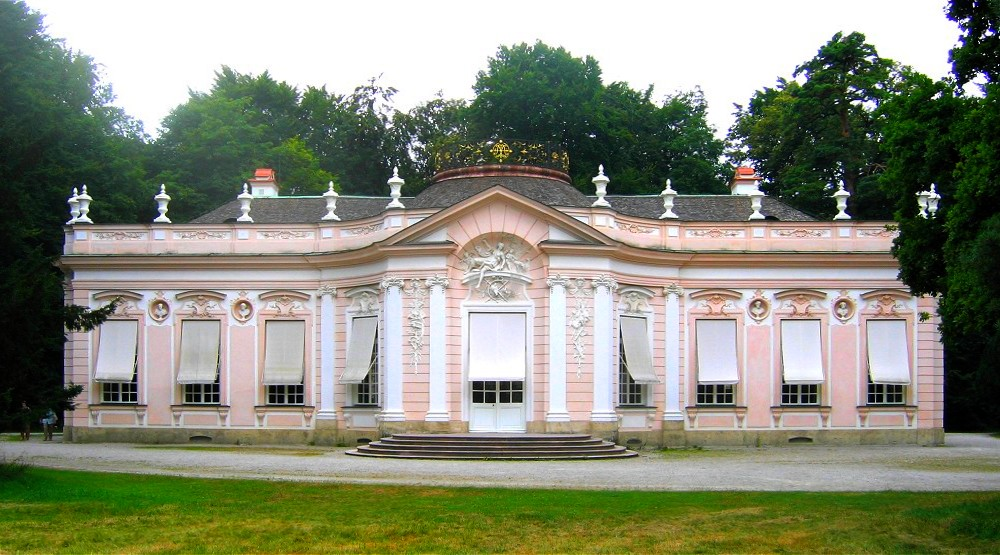
Амалиенбург
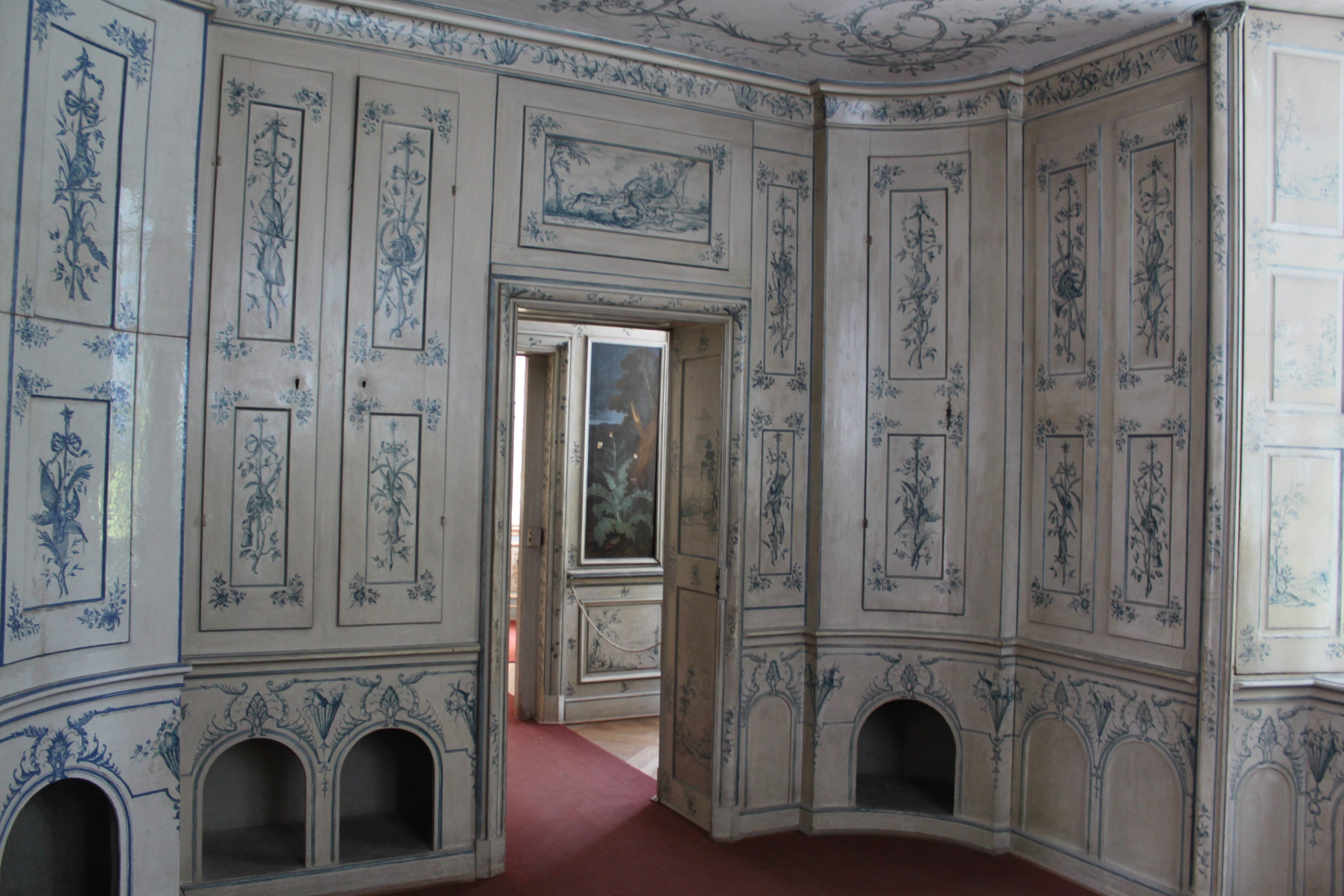
Голубой кабинет
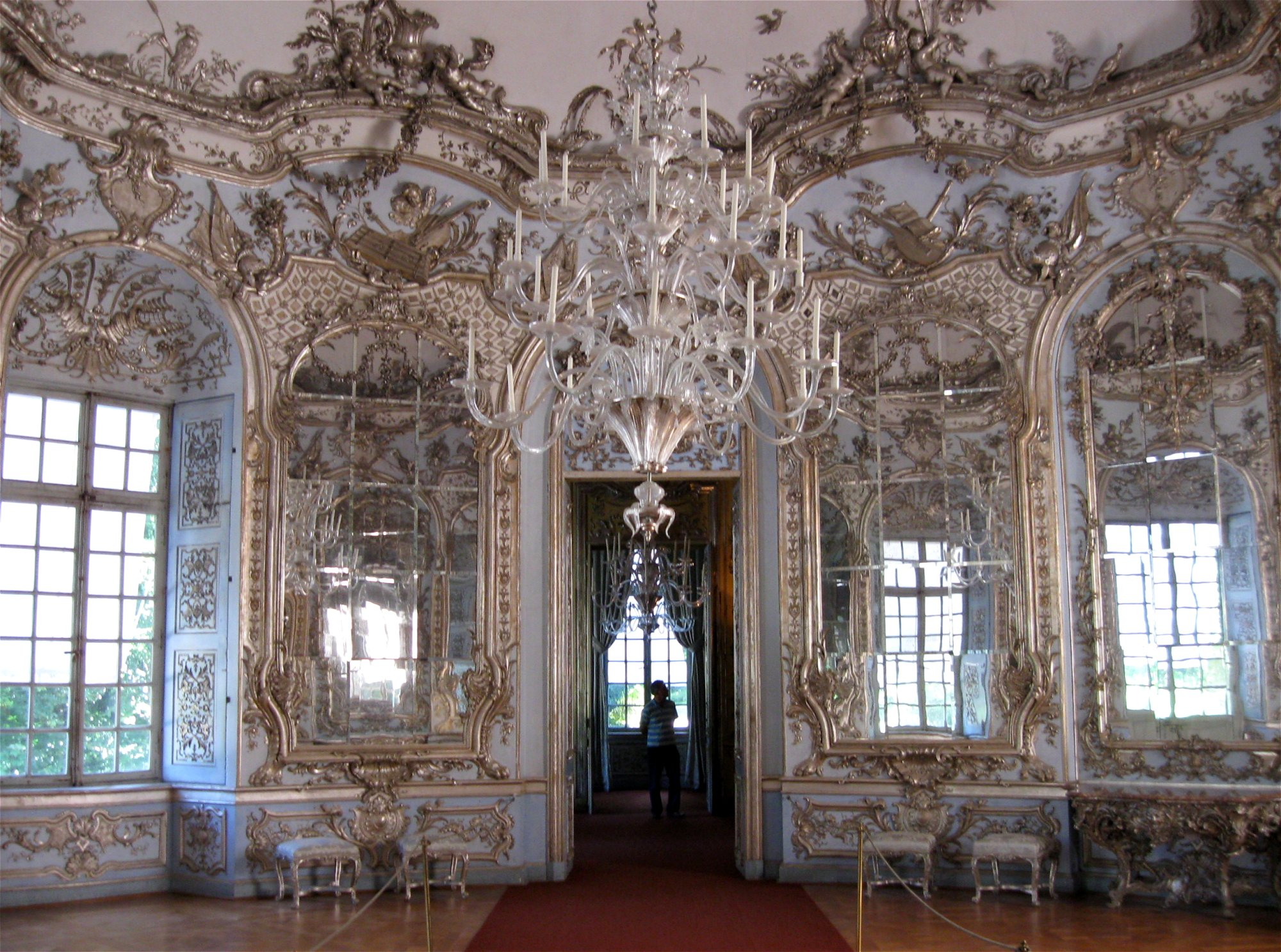
Зеркальный зал
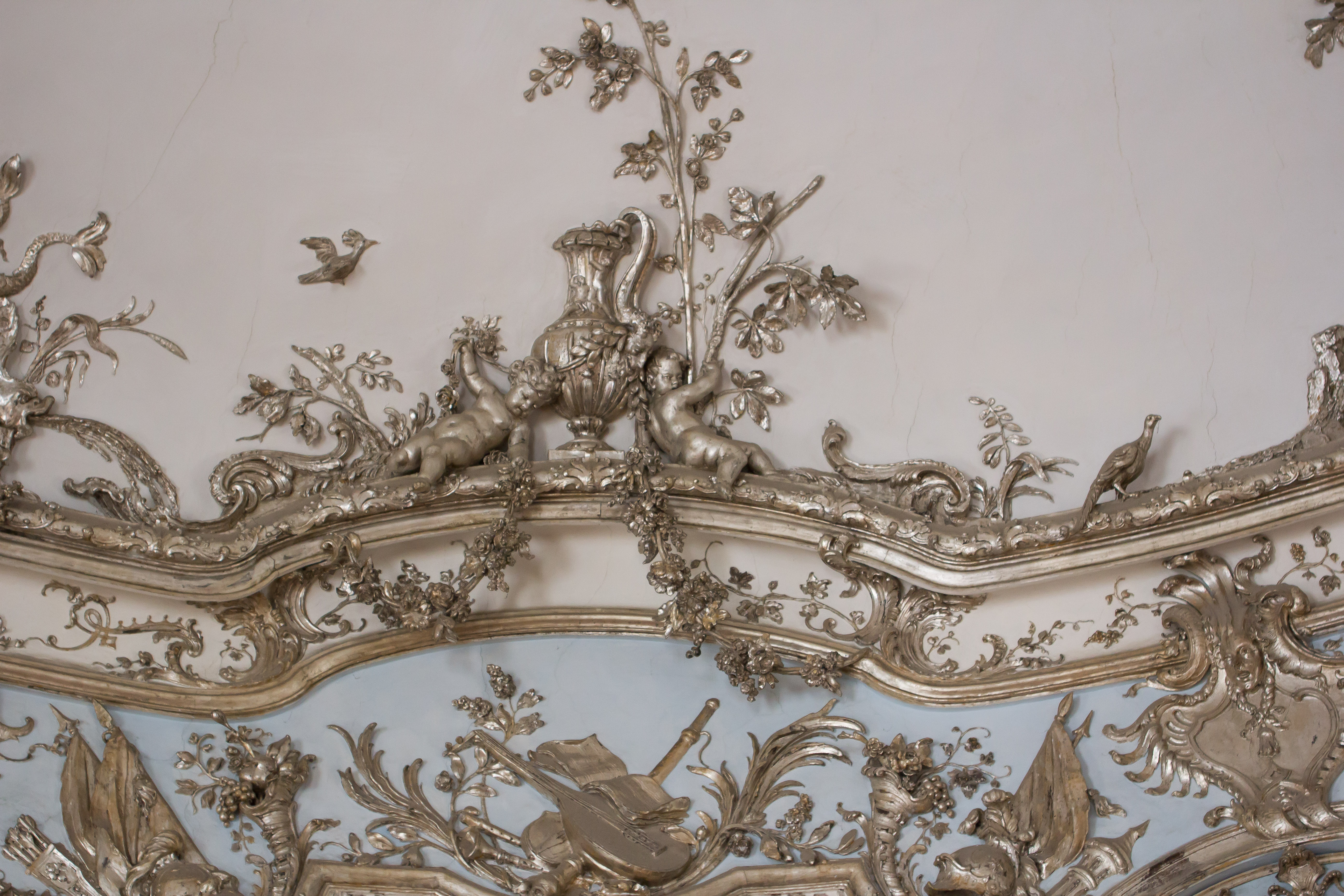
Декор плафона Зеркального зала
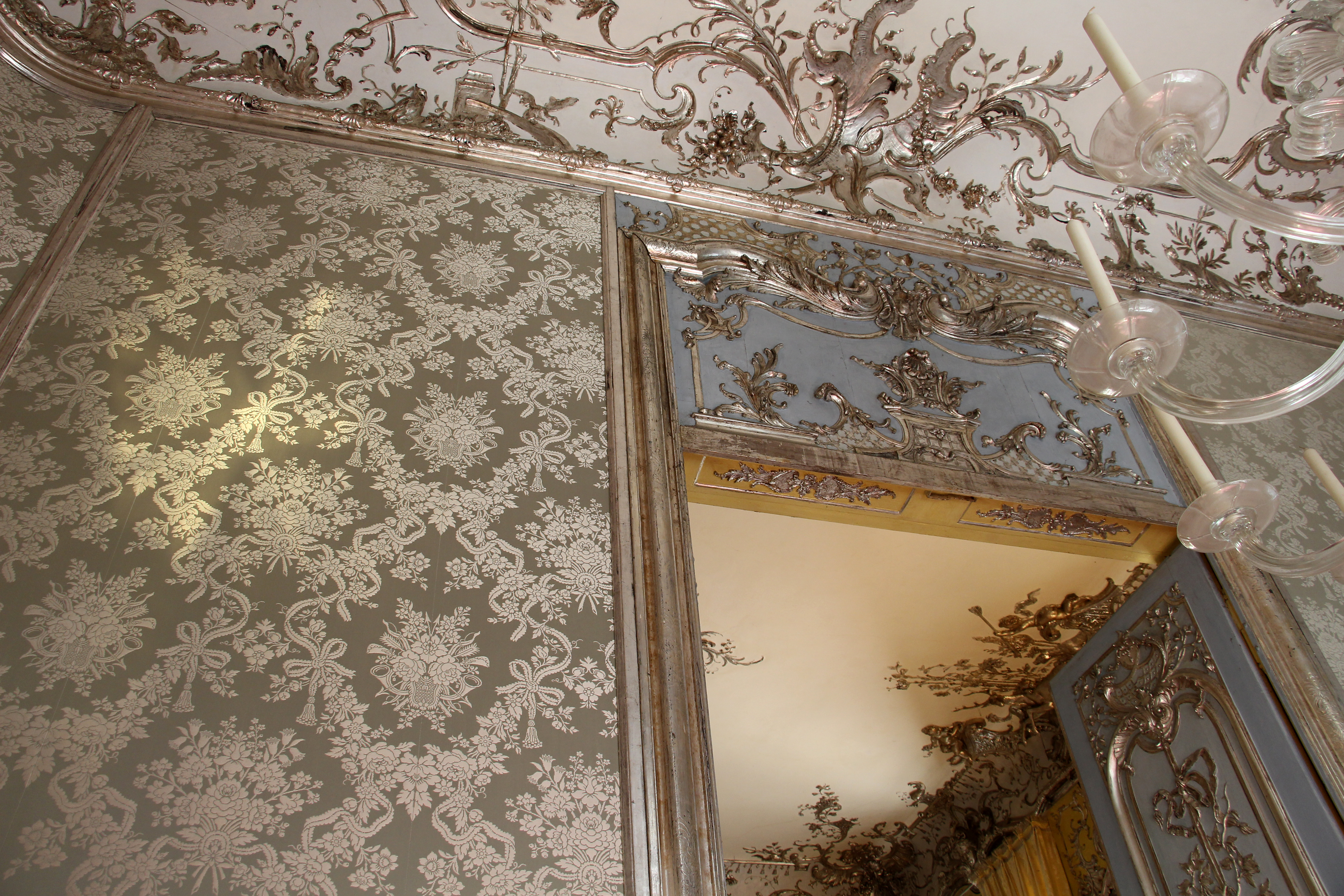
Деталь оформления анфилады
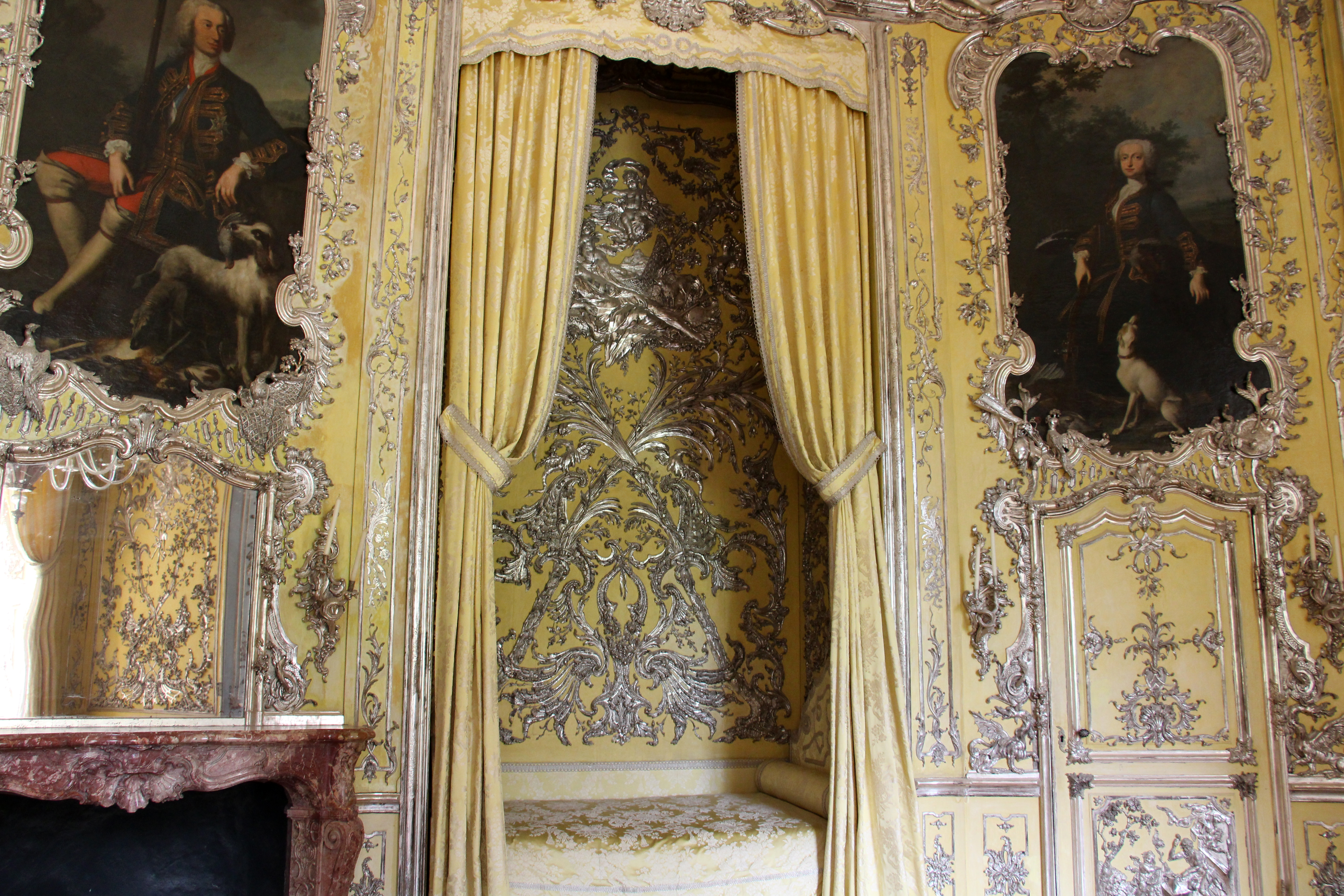
Спальня
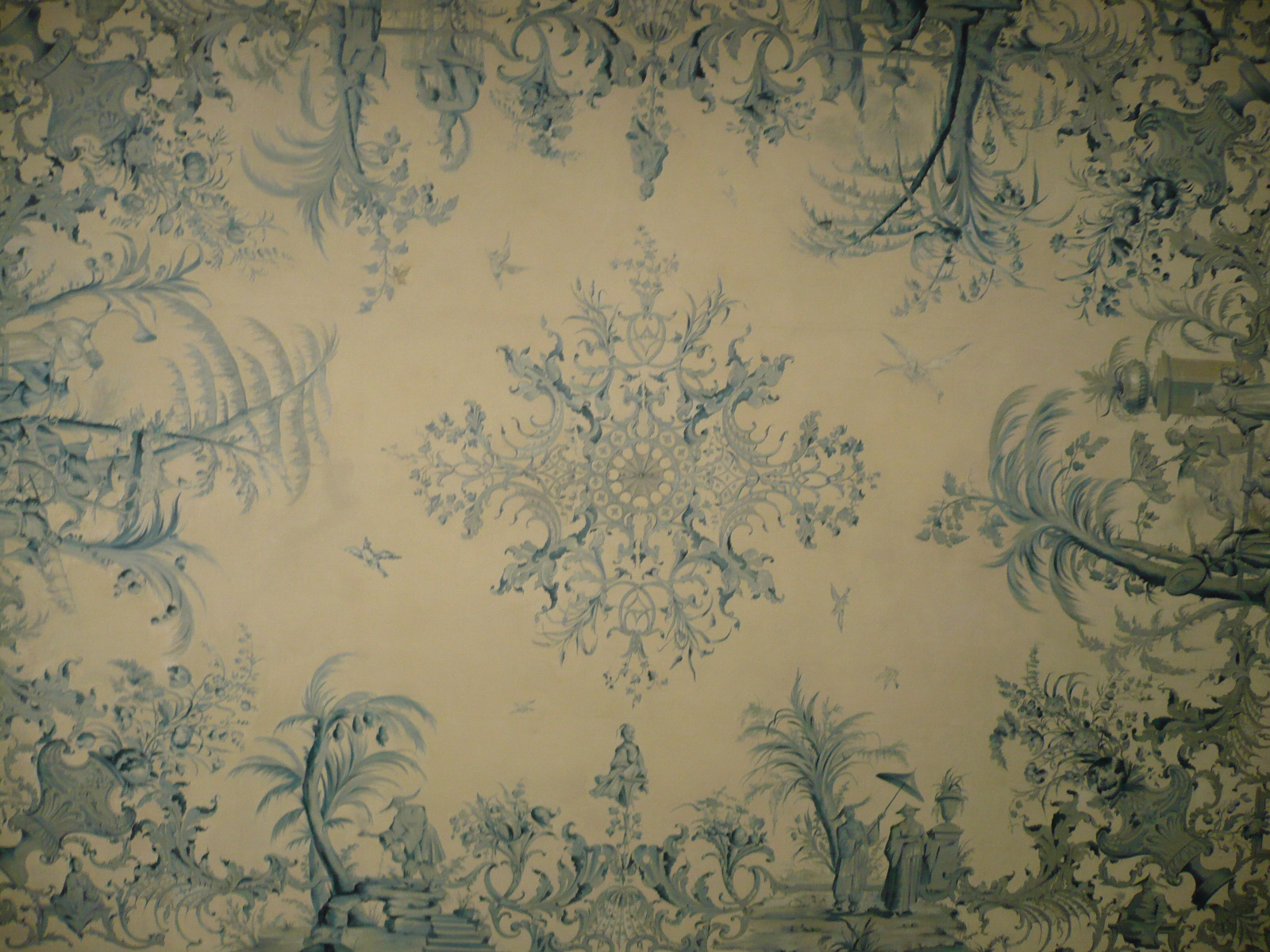
Потолок шинуазри на кухне
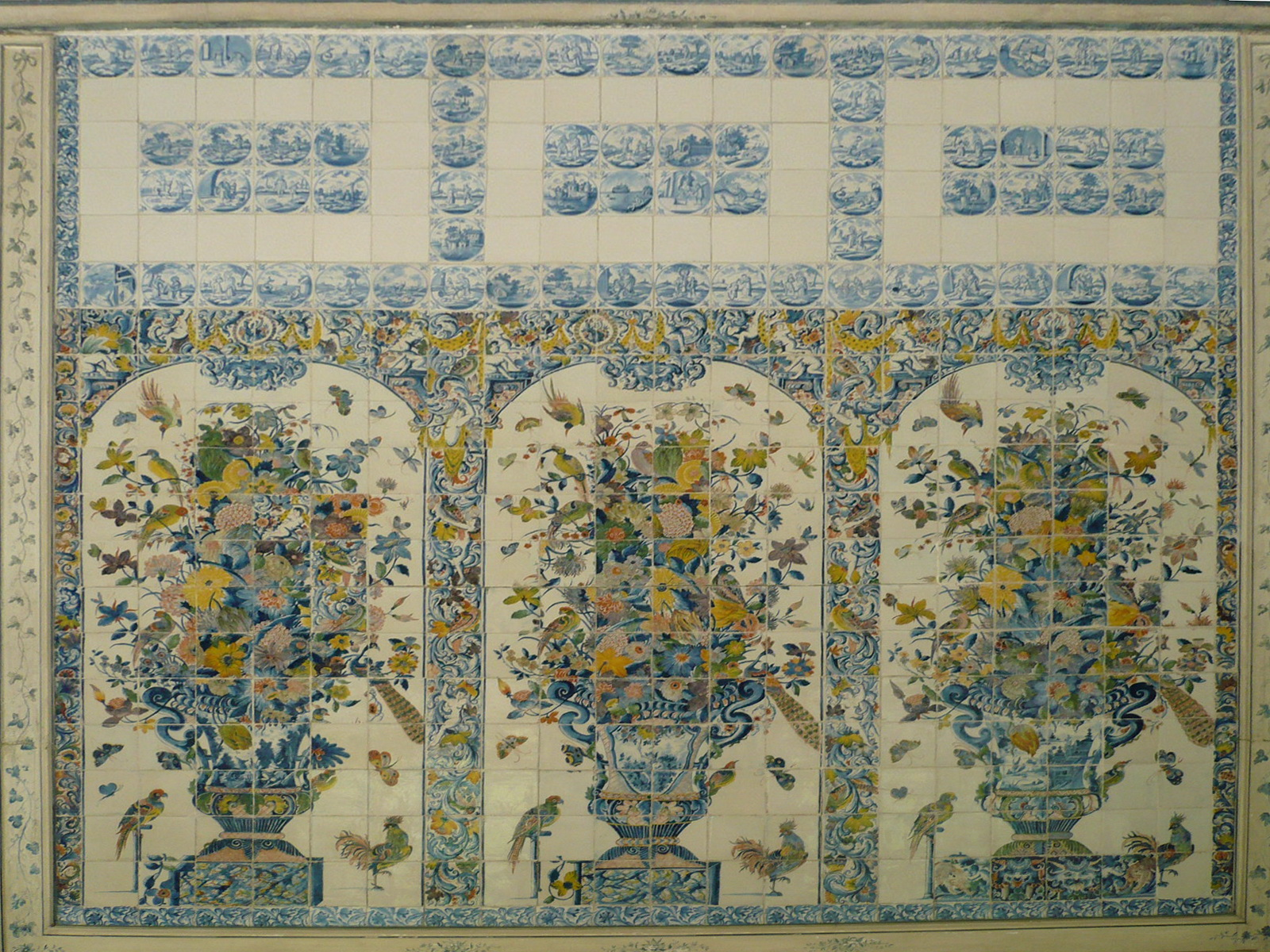
Майоликовое панно кухни
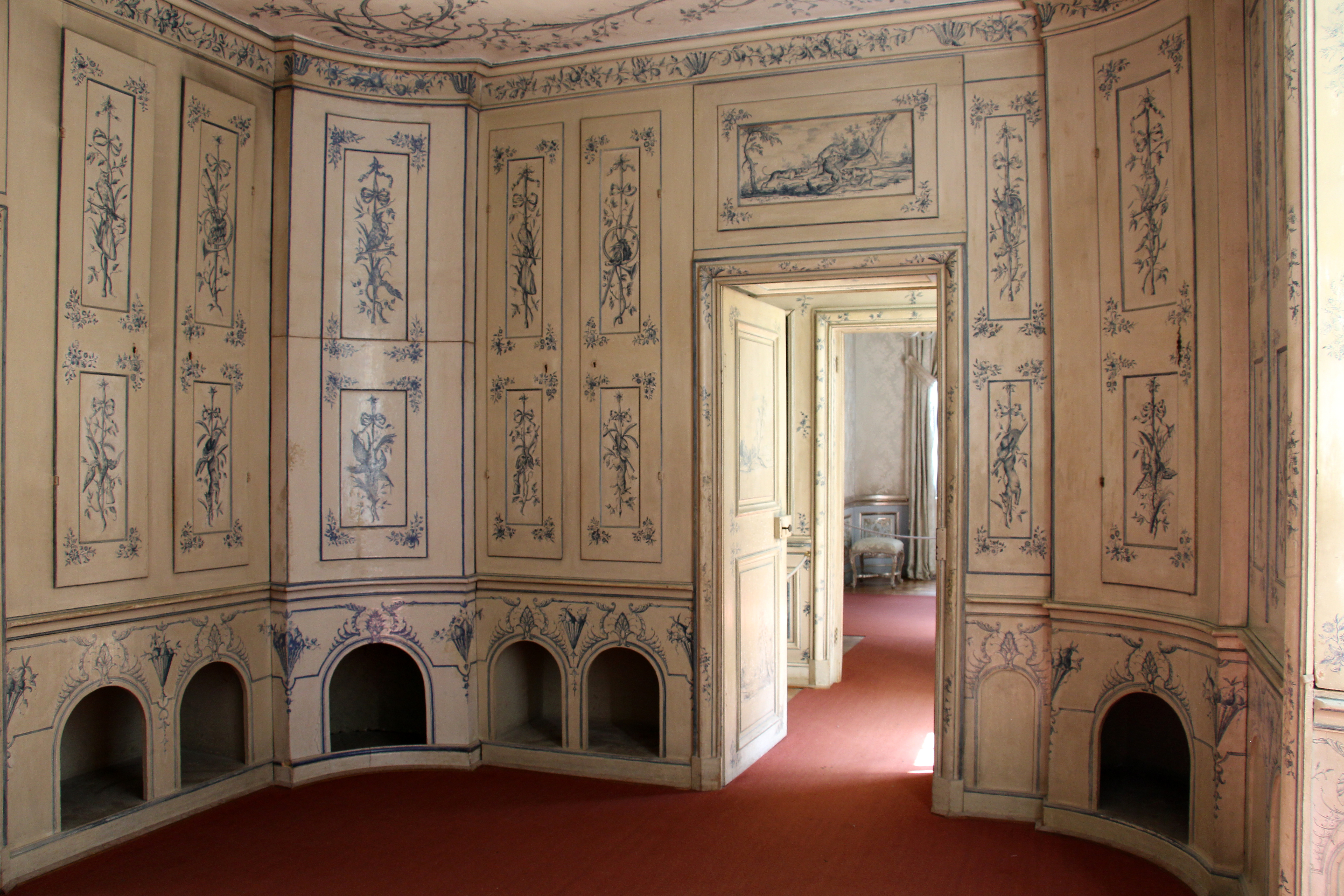
"Комната ружей и собак"